# Пам'ятки архітектури Кам'янець-Подільського району
У Кам'янець-Подільському районі Хмельницької області згідно з даними управління культури, туризму і курортів Хмельницької облдержадміністрації перебуває 5 пам'яток архітектури.
| № пп   | Місцезнаходження  | Найменування          | Рік спорудження |
| ------ | ----------------- | --------------------- | --------------- |
| 1686   | с. Бакота         | Скельний монастир     | XIV ст.         |
| 1687   | с. Жванець        | Вірменський костьол   | XVII ст.        |
| 1688   | с. Китайгород     | Костьол               | XVI-XVIII ст.   |
| 1689   | с. Панівці        | Комплекс споруд замку |                 |
| 1689/1 | Замок (руїни)     | XV-XVI ст.            |                 |
| 1689/2 | Палац             | -«-                   |                 |
| 1689/3 | Будинок колегіуму | XVII ст.              |                 |
| 1690   | с. Чорнокозинці   | Комплекс споруд замку |                 |
| 1690/1 | -»-               | Замок (руїни)         | XVI-XVII ст.    |
| 1690/2 | -«-               | Брама                 | -»-             |
| 1690/3 | -«-               | Костьол -»-           | XVI-IVII ст.    |
|        |                   |                       |                 |